# The Little Gray Home
The Little Gray Home è un cortometraggio muto del 1914 diretto da Harry Myers che ne è anche interprete insieme a Rosemary Theby e a Brinsley Shaw. Prodotto dalla Victor Film Company, il film venne distribuito dalla Universal Film Manufacturing Company.

## Produzione
Il film fu prodotto dalla Victor Film Company.

## Distribuzione
Distribuito dall'Universal Film Manufacturing Company, il film - un cortometraggio di due bobine - venne distribuito nelle sale degli Stati Uniti l'11 dicembre 1914.